# Bánh mì khoai tây

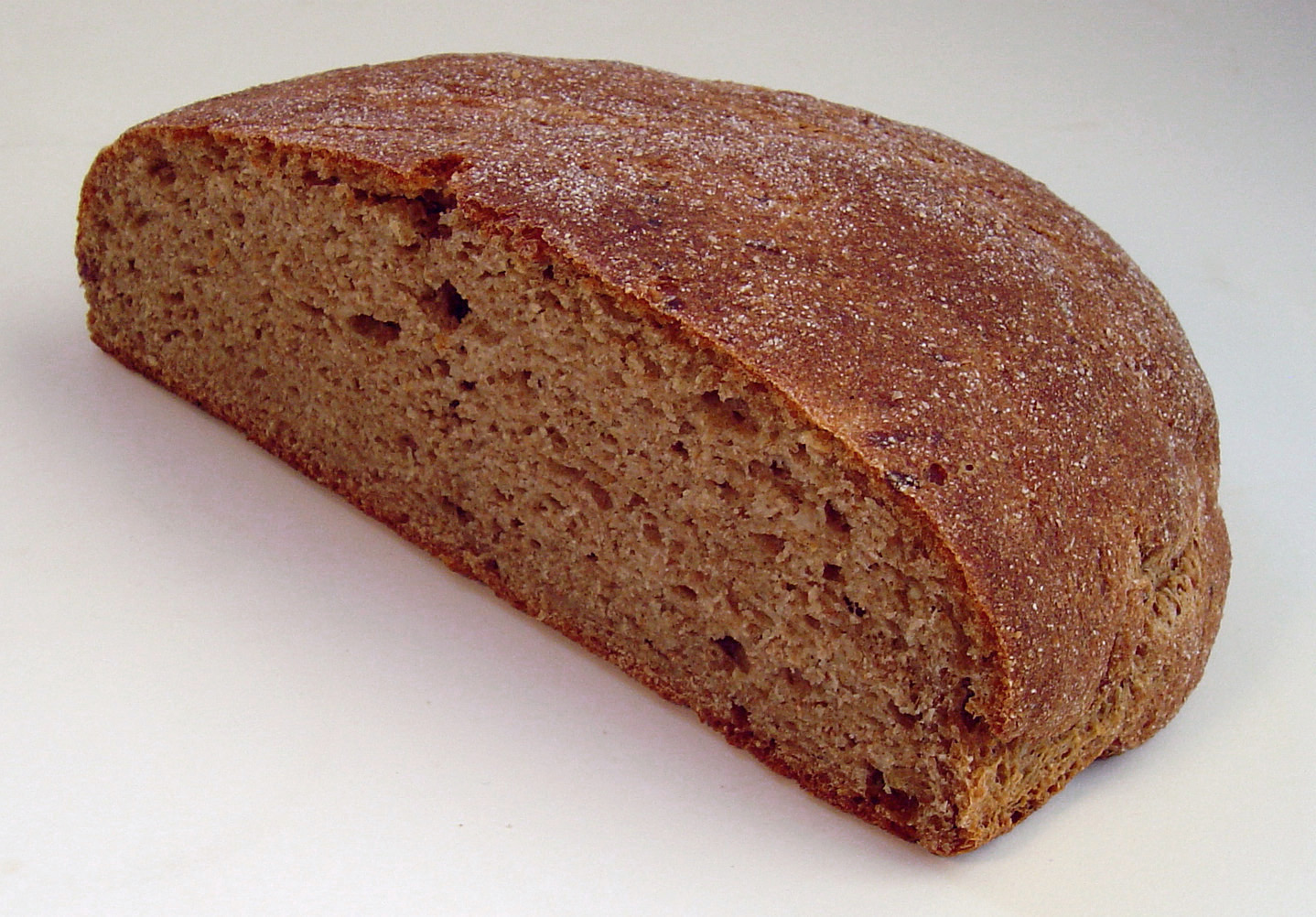
Một miếng bánh mì khoai tây

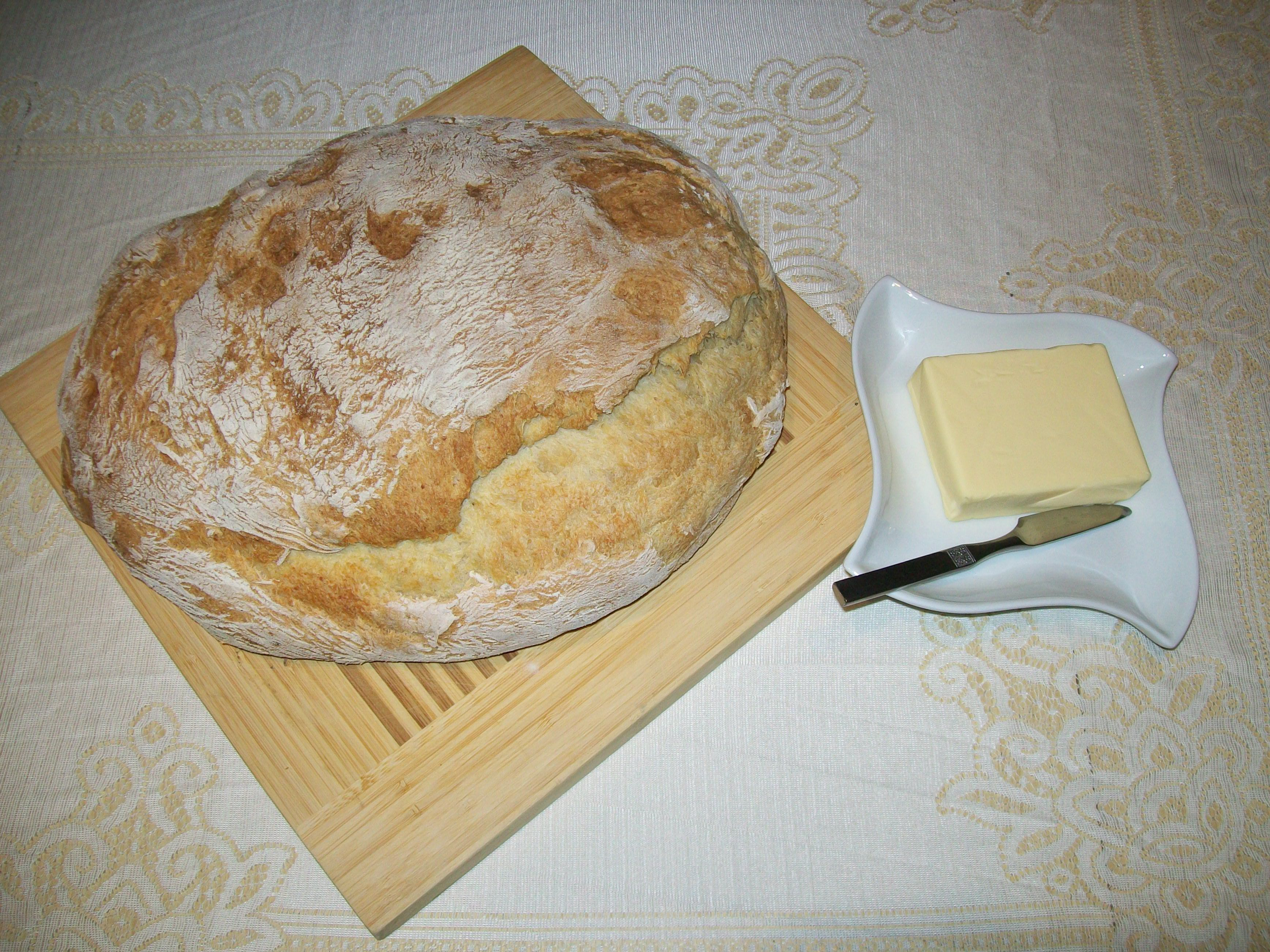
Bánh mì khoai tây ăn kèm với bơ

Bánh mì khoai tây là một hình thức của bánh mì kết hợp với khoai tây, trong đó khoai tây sẽ thay thế một phần của bột mì. Bánh mì khoai tây được nấu chín bằng một loạt các phương pháp, bao gồm bằng cách nướng nó trên một vỉ nóng hoặc chảo, hoặc nướng trong lò. Bánh mì khoai tây có thể được men hoặc không men. Tỷ lệ của khoai tây với bột mì có thể thay đổi đáng kể loại bánh mày. Bánh mì khoai tây là một sản phẩm thương mại ở nhiều quốc gia, với các biến thể tương tự trong các thành phần, phương pháp nấu ăn và các biến tấu khác. Bánh mì khoai tây là một phần của ẩm thực Hungary. Bánh mì khoai tây Brazil thường là một loại bánh mì nhẹ, xốp, được làm thành những ổ bánh tròn nhỏ với khoai tây hoặc bột khoai tây trộn với bột mì, sữa, trứng và men rồi nướng. Nó cũng có thể được tìm thấy với nhân Catupiry và thường được tiêu thụ như một món ăn nhẹ trên khắp đất nước. 
Bánh mì khoai tây, với nhiều hình dạng khác nhau, là một thành phần phổ biến của ẩm thực Chiloé ở Nam Chile. Các loại bánh mì phổ biến nhất là milcao và chapalele, là một phần của curanto truyền thống. Berches là một loại bánh mì Đức-Do Thái được làm vào ngày Shabbat. Giống như các loại bánh mì khác, bánh mì này thường được tết lại, nhưng không giống như bánh mì challah ngọt, nhiều trứng của ẩm thực Ashkenazi miền đông, bánh mì berches có khoai tây luộc, nghiền và để nguội, không có trứng và rất ít đường trong bột. Một số công thức có chứa dầu, một số thì không. Bánh mì này thường được phủ một lớp trứng (ngay cả khi không có trứng trong chính bột bánh mì) và hạt anh túc. Mặc dù có rất ít người Do Thái Đức còn sống ở Đức, nhưng truyền thống làm bánh berches vẫn được những người thợ làm bánh không phải người Do Thái tiếp tục duy trì, những người biết về lịch sử Do Thái của loại bánh mì này.